# Liga II 2010-2011
Il campionato di Liga II di calcio 2010-2011 è stata la settantunesima stagione del secondo livello del campionato rumeno.
Si sono qualificate per la Liga I le prime classificate più la vincente dei play-off. A causa dei debiti, la Bihor Oradea non ha ottenuto al licenza per la Liga I e quindi è stato promosso il Mioveni, mentre ai play-off è andato il Voința Sibiu

## Seria I

### Squadre
| Club                | City         | Stadium            | Capacity |
| ------------------- | ------------ | ------------------ | -------- |
| Astra Giurgiu       | Giurgiu      | Marin Anastasovici | 7.000    |
| Botoșani            | Botoșani     | Municipal          | 12.000   |
| Dacia Unirea Brăila | Brăila       | Municipal          | 18.000   |
| Ceahlăul            | Piatra Neamț | Ceahlăul           | 18.000   |
| Concordia Chiajna   | Chiajna      | Concordia          | 5.000    |
| Delta Tulcea        | Tulcea       | Delta              | 12.000   |
| Dinamo II Bucarest  | Bucarest     | Florea Dumitrache  | 1.500    |
| Dunărea Galați      | Galați       | Dunărea            | 23.000   |
| Farul Costanza      | Costanza     | Farul              | 15.500   |
| Gloria Buzău        | Buzău        | Municipal          | 18.000   |
| Juventus Bucarest   | Bucarest     | Juventus           | 8.000    |
| Otopeni             | Otopeni      | Otopeni            | 1.200    |
| Săgeata Năvodari    | Năvodari     | Petromidia         | 5.000    |
| Snagov              | Snagov       | Snagov             | 2.000    |
| Steaua Bucarest II  | Bucarest     | Steaua II          | 500      |
| Viitorul Costanza   | Costanza     | Ovidiu             | 1.000    |

### Classifica
|  |     | Classifica finale 2010-2011 | Pt  | G  | V  | N  | P  | GF | GS  | DR  |
|  | --- | --------------------------- | --- | -- | -- | -- | -- | -- | --- | --- |
|  | 1.  | Ceahlăul                    | 67  | 30 | 20 | 7  | 3  | 65 | 23  | +42 |
|  | 2.  | Concordia Chiajna           | 61  | 30 | 17 | 19 | 3  | 48 | 27  | +21 |
|  | 3.  | Săgeata Năvodari            | 581 | 30 | 18 | 4  | 8  | 49 | 27  | +22 |
|  | 4.  | Delta Tulcea                | 55  | 30 | 17 | 4  | 9  | 50 | 37  | +13 |
|  | 5.  | Dunărea Galați              | 48  | 30 | 13 | 9  | 8  | 44 | 26  | è18 |
|  | 6.  | Otopeni                     | 46  | 30 | 14 | 4  | 12 | 35 | 38  | -3  |
|  | 7.  | Botoșani                    | 42  | 30 | 12 | 6  | 12 | 48 | 46  | +2  |
|  | 8.  | Viitorul Costanza           | 412 | 30 | 10 | 11 | 9  | 37 | 37  | 0   |
|  | 9.  | Astra Giurgiu               | 41  | 30 | 11 | 8  | 11 | 42 | 44  | -2  |
|  | 10. | Gloria Buzău                | 383 | 30 | 9  | 11 | 10 | 33 | 34  | -1  |
|  | 11. | Snagov                      | 37  | 30 | 11 | 4  | 15 | 36 | 52  | -16 |
|  | 12. | Dinamo II Bucarest          | 342 | 30 | 9  | 7  | 14 | 30 | 444 | -14 |
|  | 13. | Farul Costanza              | 303 | 30 | 8  | 6  | 16 | 27 | 45  | -18 |
|  | 14. | Steaua Bucarest II          | 272 | 30 | 7  | 6  | 17 | 29 | 48  | -19 |
|  | 15. | Dacia Unirea Brăila         | 214 | 30 | 5  | 6  | 19 | 28 | 47  | -19 |
|  | 16. | Juventus Bucarest           | 195 | 30 | 4  | 7  | 19 | 26 | 52  | -26 |

1 Săgeata è stata inizialmente dichiarata non avente diritto alla promozione, ma gli è stata data la licenza per la Liga 1 dopo il ricorso. Al termine della stagione, la Federazione ha deciso che verranno giocati i play-off tra Săgeata Năvodari e Voința Sibiu per l'ultimo posto disponibile in Liga I, a causa della retrocessione di 5 squadre.

2 Viitorul Constanța, Dinamo II e Steaua II sono state dichiarate non aventi diritto per la promozione; Viitorul Constanța son stati fondati da meno di 3 anni e quindi non possono essere promossi, Dinamo II e Steaua II sono la squadra riserve delle squadre presenti Il Liga I. Lo Steaua II si è, oltretutto, sciolto.

3 A Farul Constanța, Gloria Buzău e Juventus Bucarest era stata inizialmente negata la licenza per la stagione 2011-12, ma furono accettate in seguito.

4 Dacia Unirea Brăila è stata ripescata dopo che l'Unirea Urziceni, retrocessa dalla Liga I è fallita e non si è iscritta per questa stagione.

5 Juventus Bucarest è stata ripescata a causa di un posto vacante per la disaffiliazione dell'Universitatea Craiova.

### Classifica Cannonieri
| Posto | Calciatore       | Club                                    | Goal |
| ----- | ---------------- | --------------------------------------- | ---- |
| 1     | Alexandru Chițu  | Săgeata Năvodari                        | 22   |
| 2     | Cristinel Gafița | Ceahlăul                                | 17   |
| 3     | Eugeniu Cebotaru | Ceahlăul                                | 14   |
| 4     | Ștefan Ciobanu   | Delta Tulcea/ Farul Costanza            | 13   |
| 5     | Nelu Bucă        | Dacia Unirea Brăila/ Dinamo II Bucarest | 12   |
| 5     | Marius Jianu     | Săgeata Năvodari                        | 12   |

## Seria II

### Squadre
| Club                      | City                  | Stadium              | Capacity |
| ------------------------- | --------------------- | -------------------- | -------- |
| Politehnica Iași          | Iași                  | Emil Alexandrescu    | 11.390   |
| ACU Arad                  | Arad                  | Motorul              | 5.000    |
| Alro Slatina              | Slatina               | Metalurgistul        | 4.000    |
| Arieșul Turda             | Turda                 | Municipal            | 10.000   |
| Argeș Pitești             | Pitești               | Nicolae Dobrin       | 15.000   |
| Bihor Oradea              | Oradea                | Iuliu Bodola         | 18.000   |
| Turnu Severin             | Drobeta-Turnu Severin | CFR                  | 3.000    |
| Mioveni                   | Mioveni               | Dacia                | 10.000   |
| Mureșul Deva              | Deva                  | Cetate               | 4.000    |
| Petrolul Ploiești         | Ploiești              | Conpet               | 730      |
| Râmnicu Vâlcea            | Râmnicu Vâlcea        | Municipal            | 12.000   |
| Silvania Şimleu Silvaniei | Șimleu Silvaniei      | Măgura               | 4.000    |
| Unirea Alba Iulia         | Alba Iulia            | Cetate               | 18.000   |
| UTA Arad                  | Arad                  | Francisc von Neumann | 7.287    |
| Voința Sibiu              | Sibiu                 | Municipal            | 14.000   |
| Minerul Lupeni            | Lupeni                | Minerul              | 3.000    |

### Classifica
|  |     | Classifica finale 2010-2011 | Pt  | G  | V  | N  | P  | GF | GS | DR  |
|  | --- | --------------------------- | --- | -- | -- | -- | -- | -- | -- | --- |
|  | 1.  | Petrolul Ploiești           | 59  | 30 | 18 | 5  | 5  | 46 | 22 | +24 |
|  | 2.  | Bihor Oradea                | 581 | 30 | 17 | 7  | 4  | 43 | 20 | +23 |
|  | 3.  | Mioveni                     | 571 | 30 | 17 | 6  | 5  | 43 | 19 | +24 |
|  | 4.  | Voința Sibiu                | 502 | 30 | 14 | 8  | 6  | 36 | 17 | +19 |
|  | 5.  | Alro Slatina                | 48  | 30 | 14 | 6  | 8  | 46 | 26 | +20 |
|  | 6.  | Politehnica Iași            | 47  | 30 | 14 | 5  | 9  | 41 | 30 | +11 |
|  | 7.  | Râmnicu Vâlcea              | 36  | 30 | 3  | 14 | 35 | 39 | -4 |     |
|  | 8.  | UTA Arad                    | 353 | 30 | 13 | 8  | 7  | 48 | 36 | +12 |
|  | 9.  | Arieșul Turda               | 33  | 30 | 8  | 9  | 11 | 26 | 31 | -5  |
|  | 10. | Turnu Severin               | 31  | 30 | 8  | 7  | 13 | 36 | 39 | -3  |
|  | 11. | Unirea Alba Iulia           | 30  | 30 | 8  | 6  | 14 | 22 | 35 | -13 |
|  | 12. | Argeș Pitești               | 29  | 30 | 8  | 5  | 15 | 27 | 40 | -13 |
|  | 13. | Mureșul Deva                | 26  | 30 | 7  | 5  | 16 | 31 | 48 | -17 |
|  | 14. | ACU Arad                    | 25  | 30 | 6  | 7  | 15 | 18 | 36 | -18 |
|  | 15. | Silvania Şimleu Silvaniei   | 103 | 30 | 3  | 1  | 24 | 9  | 60 | -60 |
|  | 16. | Minerul Lupeni              | 04  | 0  | 0  | 0  | 0  | 0  | 0  | 0   |

1 Al Bihor Oradea è stata negata la licenza per la Liga I 2011-12 a causa di debiti e la squadra piazzata nella posizione successiva, Mioveni, è stata promossa al suo posto.

2 Un turno di play-off verrà giocato tra Săgeata Năvodari e Voința Sibiu per l'ultimo posto disponibile in Liga I, a causa della retrocessione di 5 squadre.

3 UTA Arad e Silvania Șimleu Silvaniei sono state ritenute non idonee alla promozione dalla Federazione perché fondate da meno di 3 anni. All'UTA Arad son stati tolti 20 punti a causa di debiti internazionali. Inoltre, il Silvania Șimleu Silvaniei si è ritirato durante il girone di ritorno e ha perso le rimanenti partite per 0-3.

4 Il Minerul Lupeni si è ritirato durante la stagione a causa di problemi finanziari.

### Classifica cannonieri
| Posto | Calciatore             | Club              | Goal |
| ----- | ---------------------- | ----------------- | ---- |
| 1     | Adrian Voiculeț        | UTA Arad          | 19   |
| 2     | Adrian Mărkuș          | Bihor Oradea      | 12   |
| 3     | Laurențiu Boroiban     | Gaz Metan Severin | 11   |
| 3     | Daniel Oprița          | Petrolul Ploiești | 11   |
| 3     | Claudiu Ionescu        | Mioveni           | 11   |
| 4     | Cătălin-Valentin Bucur | Arieșul Turda     | 10   |
| 4     | Roberto Ayza           | Mioveni           | 10   |

## Play-off
| Năvodari 2 luglio 2011, ore 18:30 CEST | Săgeata Năvodari | 0 – 0 referto | Voința Sibiu | Stadionul Petromidia (5.000 spett.)\| Arbitro: \| Alexandru Tudor \| |
| Arbitro:                               | Alexandru Tudor  |               |              |                                                                      |

| Arbitro: | Alexandru Deaconu |

|                           |           |  |
| Forika 36’ Martinescu 89’ | Marcatori |  |